# هنان باتشا

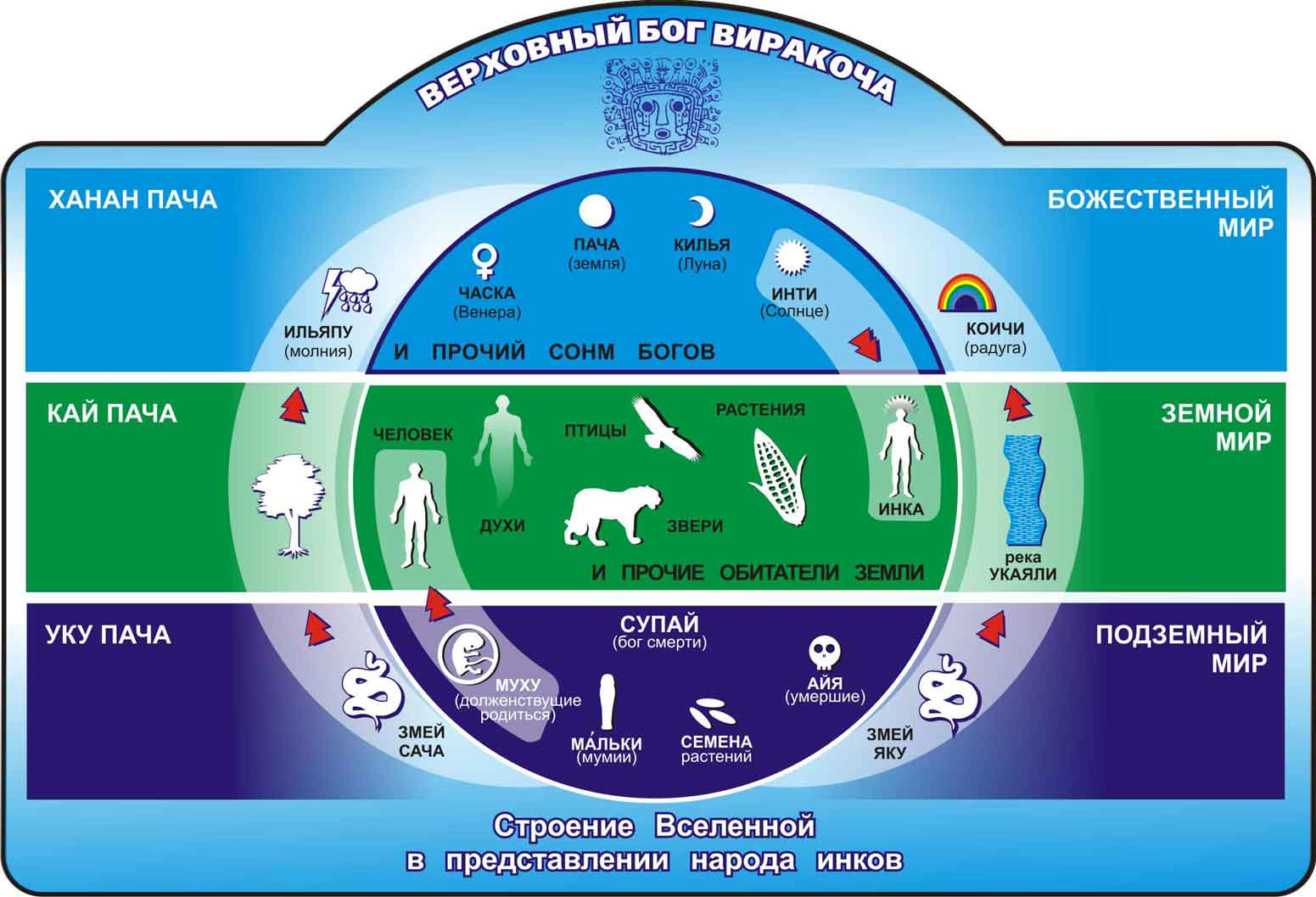

في اساطير الإنكا يمثل هنان باتشا, والتي تعني حرفياً العالم العلوي, تمثل جنة العالم السفلي في الديانات الإنكية, وهي مسموحة فقط للناس التي على حق, وهي مثل الجنة في الأديان السماوية إلى حد كبير, وتنتقل إليها الناس المختارة عبر كوبري من الشعر.